# Mirante do Vale
De Mirante do Vale is een wolkenkrabber in São Paulo, Brazilië. Met 170 meter was de Mirante do Vale tot 2014 het hoogste gebouw van Brazilië, in 2018 staat het op de vierde plaats. Het is gebouwd tussen 1959 en 1960 naar een ontwerp van de architecten Waldomiro Zarzur en Aron Kogan.